# Brendan Schoonbaert
Brendan Schoonbaert (Gisenyi, 9 maggio 2000) è un calciatore belga, difensore del Zelzate.

## Caratteristiche tecniche
È una difensore centrale.

## Carriera
Cresciuto nel settore giovanile del Club Bruges, nel 2019 viene ceduto in prestito al Lommel con cui debutta il 26 settembre in occasione del match di Coppa del Belgio perso 2-1 contro lo Standard Liegi; a gennaio il prestito viene interrotto ed il giocatore passa al Deinze fino al termine della stagione.
Il 21 luglio 2021 viene acquistato a titolo definitivo dal Waasland-Beveren; debutta nella massima serie belga il 9 agosto giocando il match vinto 3-1 contro il Kortrijk.

## Statistiche
Statistiche aggiornate al 6 aprile 2021.

### Presenze e reti nei club
| Stagione        | Squadra          | Campionato      | Campionato | Campionato | Coppe nazionali | Coppe nazionali | Coppe nazionali | Coppe continentali | Coppe continentali | Coppe continentali | Altre coppe | Altre coppe | Altre coppe | Totale | Totale | Totale |
| Stagione        | Squadra          | Comp            | Pres       | Reti       | Comp            | Pres            | Reti            | Comp               | Pres               | Reti               | Comp        | Pres        | Reti        | Pres   | Reti   |        |
| --------------- | ---------------- | --------------- | ---------- | ---------- | --------------- | --------------- | --------------- | ------------------ | ------------------ | ------------------ | ----------- | ----------- | ----------- | ------ | ------ | ------ |
| 2019-gen. 2020  | Lommel           | D2              | 1          | 0          | CB              | 1               | 0               |                    | -                  | -                  |             | -           | -           | 2      | 0      |        |
| gen.-lug. 2020  | Deinze           | D3              | 0          | 0          | CB              | 0               | 0               |                    | -                  | -                  |             | -           | -           | 0      | 0      |        |
| 2020-2021       | Waasland-Beveren | D1              | 25         | 0          | CB              | 1               | 0               |                    | -                  | -                  |             | -           | -           | 26     | 0      |        |
| Totale carriera | Totale carriera  | Totale carriera | 26         | 0          |                 | 2               | 0               |                    | -                  | -                  |             | -           | -           | 28     | 0      |        |